# USS Hopkins (DD-6)
USS Hopkins (DD-6) – amerykański niszczyciel typu Bainbridge będący w służbie United States Navy w czasie I wojny światowej. Nazwa okrętu pochodziła od Eseka Hopkinsa.
Stępkę okrętu położono 2 lutego 1899 w stoczni Harlin & Hollingsworth Company w Wilmington (Delaware). Zwodowano go 24 kwietnia 1902, matką chrzestną była Alice Gould Hawes, praprawnuczka patrona okrętu. Jednostka weszła do służby 23 września 1903 w Philadelphia Naval Shipyard, pierwszym dowódcą został Lt. M.M. Taylor.
Niszczyciel wypłynął z Filadelfii 12 maja 1904 i dołączył do Floty w Norfolk. Tego lata okręt operował w składzie Eskadry Przybrzeżnej (ang. Coast Squadron), szkoląc podchorążych (ang. midshipmen) w służbie na morzu. W czasie następnych 3 lat okręt służył także na Morzu Karaibskim, ćwicząc wraz z flotyllą m.in. ataki torpedowe i brał udział w manewrach floty. We wrześniu 1906 „Hopkins” był obecny podczas przeglądu floty w Oyster Bay w stanie Nowy Jork. 29 września on i „Lawrence” eskortował prezydenta na pokładzie „Mayflower” do Cape Cod Bay, gdzie ten był świadkiem ćwiczeń artyleryjskich. W latach 1907–1908 niszczyciel, jako część Flotylli Torpedowej (ang. Torpedo Flotilla) towarzyszył Flocie Atlantyku w rejsie na zachodnie wybrzeże USA. Okręt wypłynął z Hampton Roads 2 grudnia 1907 i po drodze zawinął do wielu portów południowoamerykańskich. Po ćwiczeniach artyleryjskich w rejonie Magdelena Bay flotylla dotarła do San Francisco, 6 maja 1908 uczestnicząc w kombinowanym przeglądzie Floty Atlantyku i Pacyfiku dokonywanym przez sekretarza marynarki.
1 czerwca „Hopkins” dołączył do Floty Torpedowej Pacyfiku (ang. Pacific Torpedo Fleet) i odbył ćwiczenia taktyczne wzdłuż zachodniego wybrzeża USA na obszarze ograniczonym na północy wodami Alaski, na południe zaś wybrzeżami Meksyku. 30 kwietnia 1917 po tym, jak Stany Zjednoczone przystąpiły do I wojny światowej, niszczyciel opuścił San Diego i przeszedł do strefy Kanału Panamskiego. Pełnił służbę patrolową, konwojował okręty podwodne i asystował im przy ćwiczeniach torpedowych. 3 sierpnia zawinął do Hampton Roads, by pełnić służbę eskortową i patrolową wzdłuż wybrzeża do Bermudów.
„Hopkins” wszedł do Philadelphia Naval Shipyard 29 stycznia 1919 i został wycofany ze służby 20 czerwca. Został sprzedany na złom 7 września 1920 firmie Denton Shore Lumber Company.